# Lammassaari (ö i Norra Österbotten, Oulunkaari, lat 65,33, long 27,58)
Lammassaari är en ö i Finland. Den ligger i Ijo älv och i kommunen Pudasjärvi i den ekonomiska regionen  Oulunkaari  och landskapet Norra Österbotten, i den centrala delen av landet, 600 km norr om huvudstaden Helsingfors. Öns area är 3,6 hektar och dess största längd är 330 meter i sydväst-nordöstlig riktning.